# 上笠居村
上笠居村（かみかさいむら）は、香川県香川郡にあった村。現在の高松市鬼無町（きなしちょう）。

## 人口
| \| 1920年（大正9年） \| 3,289人 \| \| \| 1925年（大正14年） \| 3,428人 \| \| \| 1930年（昭和5年） \| 3,554人 \| \| \| 1935年（昭和10年） \| 3,599人 \| \| \| 1940年（昭和15年） \| 3,675人 \| \| \| 1947年（昭和22年） \| 5,026人 \| \| \| 1950年（昭和25年） \| 4,989人 \| \| \| 1955年（昭和30年） \| 4,889人 \| \| |         |  |
| 総務省統計局 / 国勢調査（1955年） |         |  |
| 1920年（大正9年） | 3,289人 |  |
| 1925年（大正14年） | 3,428人 |  |
| 1930年（昭和5年） | 3,554人 |  |
| 1935年（昭和10年） | 3,599人 |  |
| 1940年（昭和15年） | 3,675人 |  |
| 1947年（昭和22年） | 5,026人 |  |
| 1950年（昭和25年） | 4,989人 |  |
| 1955年（昭和30年） | 4,889人 |  |

## 歴史

### 年表
- 1890年（明治23年）2月15日 - 自然村である香川郡上笠居村の区域を以って町村制を施行し、行政村の香川郡上笠居村成立。この際合併などは無し。
- 1897年（明治30年）2月21日 - 讃岐鉄道（現・JR予讃線）開通。村内には鬼無駅が開業。
- 1956年（昭和31年）9月30日 - 上笠居村が高松市に合併（高松市第5次合併）。
  - 旧村の区域全域を以って鬼無町の1町を設置。
  - 高松市鬼無出張所が開所。

高松市編入以後は「鬼無」を参照